# Ray Liotta

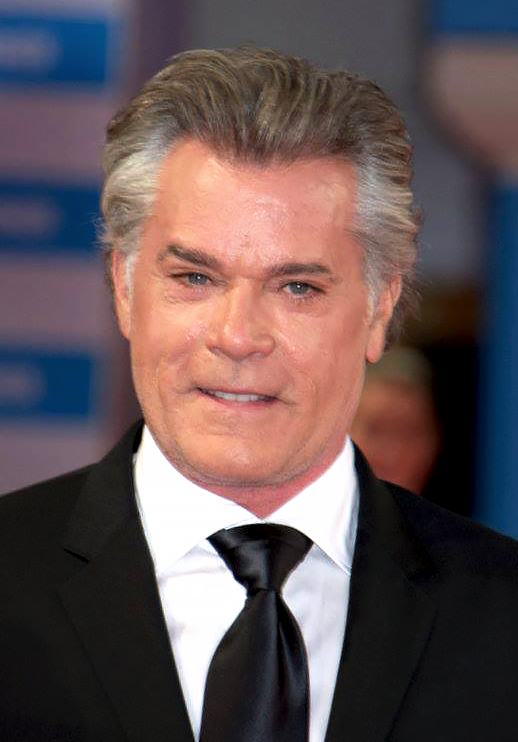
Ray Liotta (2014)

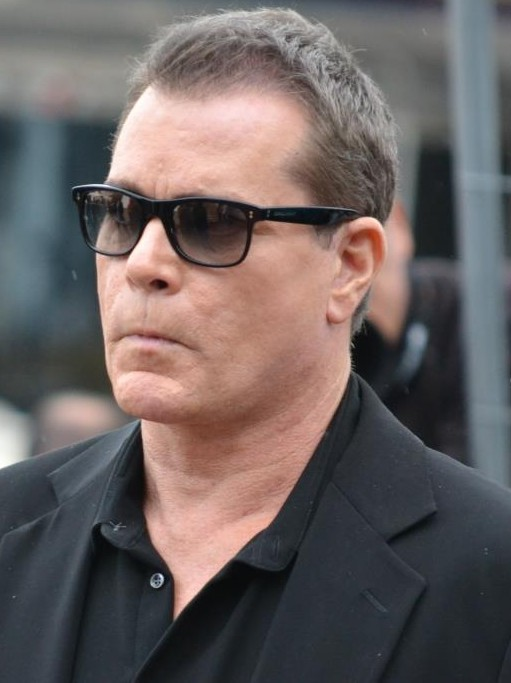
Ray Liotta (2012)

Raymond Allen „Ray“ Liotta (* 18. Dezember 1954 in Newark, New Jersey; † 26. Mai 2022 in Santo Domingo, Dominikanische Republik) war ein US-amerikanischer Schauspieler. Seine bekannteste Rolle ist die des Mafioso Henry Hill in Martin Scorseses Drama Goodfellas aus dem Jahr 1990.

## Leben und Werk
Ray Liotta wurde im Alter von sechs Monaten zusammen mit seiner Schwester von dem schottisch-italoamerikanischen Ehepaar Alfred (1917–2015) und Mary Liotta (1926–1989) adoptiert. Liotta, der schon als Kleinkind von seiner Adoption wusste, stellte Ende der 1990er Jahre Nachforschungen zu seiner leiblichen Familie an und fand heraus, dass er mehrere biologische Geschwister hatte.
Sein Fernsehdebüt gab Liotta 1978 in der in New York gedrehten Seifenoper Another World. Nach seinem Ausstieg bei Another World zog er nach Hollywood, allerdings musste er einige Jahre auf den Durchbruch warten. Einen Namen machte er sich schließlich 1986 mit der Darstellung des brutalen Ehemannes von Melanie Griffiths Hauptfigur in Gefährliche Freundin von Jonathan Demme. 1989 folgte eine weitere nennenswerte Rolle als Baseballspieler Shoeless Joe Jackson in Feld der Träume an der Seite von Kevin Costner. International bekannt wurde er vor allem durch die Hauptrolle des Mafiosos Henry Hill in Martin Scorseses Gangsterepos GoodFellas – Drei Jahrzehnte in der Mafia aus dem Jahr 1990. Es folgten Hauptrollen in einigen Actionfilmen wie Flucht aus Absolom (1994) und Turbulence (1997). Daneben übernahm er Nebenrollen in Produktionen wie Cop Land, Hannibal, Blow, Narc und Identität.
Für seine Darstellung des todkranken Charlie Metcalf in der Folge Time of Death der Fernsehserie Emergency Room – Die Notaufnahme erhielt er 2005 einen Emmy für „Outstanding Guest Actor in a Drama Series“. 2002 lieh Ray Liotta im Videospiel Grand Theft Auto: Vice City dem Protagonisten Tommy Vercetti seine Stimme. Außerdem spielte er neben Jason Statham in dem Film Revolver, der 2005 in Großbritannien erschien. Im Dezember 2007 war er in der Videospielverfilmung von Dungeon Siege (Schwerter des Königs – Dungeon Siege) wieder an der Seite von Statham zu sehen. Sein Schaffen als Schauspieler für Film und Fernsehen umfasst mehr als 110 Produktionen. 2023 wurde er posthum mit einem Stern auf dem Hollywood Walk of Fame in der Kategorie Film geehrt.
Insbesondere in der Anfangszeit seiner Karriere war Liotta auf Schurken, Psychopathen und gewalttätige Figuren abonniert, er versuchte aber diesem Typecasting zu entgehen und übernahm etwa auch komödiantische Rollen. Die New York Times fasste in ihrem Nachruf zusammen, Liotta sei für „intensive Darstellungen“ bekannt gewesen. Seit dem Film Good Fellas – Drei Jahrzehnte in der Mafia wurde er hauptsächlich von dem Schauspieler Udo Schenk synchronisiert.

## Privates und Tod
Von 1997 bis 2004 war er mit der Schauspielerin Michelle Grace (* 1969) verheiratet, mit der er 1998 eine Tochter bekam. Er lebte im kalifornischen Pacific Palisades. Zum Zeitpunkt seines Todes war er mit Jacy Nittolo verlobt.
Ray Liotta starb im Mai 2022 im Alter von 67 Jahren, während er sich für Dreharbeiten zum Film Dangerous Waters in der Dominikanischen Republik befand. Nach seinem plötzlichen Tod wurde eine Obduktion angeordnet, die ein akutes Herzversagen und Lungenprobleme als Todesursachen festmachte.

## Filmografie (Auswahl)
- 1978–1981: Another World (Fernsehserie, 36 Episoden)
- 1980: Hardhat and Legs (Fernsehfilm)
- 1981: Crazy Times (Fernsehfilm)
- 1983: Chefarzt Dr. Westphall (St. Elsewhere, Fernsehserie, Episode 1x09 Der Regen)
- 1983: Casablanca (Fernsehserie, 5 Episoden)
- 1983: Karriere durch alle Betten (The Lonely Lady)
- 1984: Mike Hammer (Mickey Spillane’s Mike Hammer, Fernsehserie, Episode 2x03)
- 1985: Verfeindet bis aufs Blut (Our Family Honor, Fernsehserie, 10 Episoden)
- 1986: Gefährliche Freundin (Something Wild)
- 1987: Arena Brains (Kurzfilm)
- 1988: Dominick & Eugene (Dominick and Eugene)
- 1989: Feld der Träume (Field of Dreams)
- 1990: GoodFellas – Drei Jahrzehnte in der Mafia (Goodfellas)
- 1991: Women & Men 2: In Love There Are No Rules (Women & Men 2, Fernsehfilm)
- 1992: No Surrender – Schrei nach Gerechtigkeit (Article 99)
- 1992: Fatale Begierde (Unlawful Entry)
- 1994: Flucht aus Absolom (No Escape)
- 1994: Corrina, Corrina
- 1995: Operation Dumbo (Operation Dumbo Drop)
- 1995: Frasier (Fernsehserie, Episode 3x09 Die Freuden des Schenkens, Stimme)
- 1996: Unforgettable
- 1997: Turbulence
- 1997: Cop Land
- 1998: Phoenix – Blutige Stadt (Phoenix)
- 1998: The Rat Pack – Frank, Dean und Sammy tun es (The Rat Pack, Fernsehfilm)
- 1999: Muppets aus dem All (Muppets from Space)
- 1999: Forever Mine – Eine verhängnisvolle Liebe (Forever Mine)
- 2000: Jagd auf einen Namenlosen (Pilgrim)
- 2000: Die Wahrheit über Engel (A Rumor of Angels)
- 2001: Hannibal
- 2001: Heartbreakers – Achtung: Scharfe Kurven! (Heartbreakers)
- 2001: Blow
- 2001: Family Guy (Fernsehserie, Episode 3x02 Brian goes to Hollywood, Stimme)
- 2001–2002: Just Shoot Me – Redaktion durchgeknipst (Just Shoot Me!, Fernsehserie, 2 Episoden)
- 2002: Narc
- 2002: John Q – Verzweifelte Wut (John Q)
- 2002: Der Brandstifter (Point of Origin, Fernsehfilm)
- 2002: Ticker (Kurzfilm)
- 2003: Identität (Identity)
- 2004: The Last Shot – Die letzte Klappe (The Last Shot)
- 2004: Emergency Room – Die Notaufnahme (ER, Fernsehserie, Episode 11x06 Todesstunde)
- 2004: Control – Du sollst nicht töten (Control)
- 2005: Revolver
- 2005: Slow Burn – Verführerische Falle (Slow Burn)
- 2006: Tödlicher Einsatz (Even Money)
- 2006: Die Farben des Herbstes (Local Color)
- 2006: Comeback Season
- 2006: Smokin’ Aces
- 2006–2007: Smith (Fernsehserie, 7 Episoden)
- 2007: Born to be Wild – Saumäßig unterwegs (Wild Hogs)
- 2007: Schwerter des Königs – Dungeon Siege (In the Name of the King)
- 2007: Battle in Seattle
- 2007: Bee Movie – Das Honigkomplott (Bee Movie, Stimme)
- 2008: Hero Wanted – Helden brauchen kein Gesetz (Hero Wanted)
- 2008: SpongeBob Schwammkopf (SpongeBob SquarePants, Fernsehserie, Episode 5x18 WasBob WoKopf? – SpongeBob verzweifelt gesucht, Stimme)
- 2009: Crossing Over
- 2009: Shopping-Center King – Hier gilt mein Gesetz (Observe and Report)
- 2009: Powder Blue
- 2009: La Linea – The Line (La Linea)
- 2009: Youth in Revolt
- 2010: Crazy on the Outside
- 2010: Date Night – Gangster für eine Nacht (Date Night)
- 2010: Billy und die Schneemänner – Ein Rekord für die Ewigkeit (Snowmen)
- 2010: Chasing 3000
- 2010: Hannah Montana (Fernsehserie, Episode 4x02 Hannah Montana, bitte zum Schulleiter!)
- 2010: Wie durch ein Wunder (Charlie St. Cloud)
- 2011: Ein Cop mit dunkler Vergangenheit – The Son of No One (The Son of No One)
- 2011: Liebe und andere Kleinigkeiten (The Details)
- 2011: All Things Fall Apart – Wenn alles zerfällt … (All Things Fall Apart)
- 2011: Street Kings 2: Motor City
- 2011: The River Murders – Blutige Rache (The River Murders)
- 2011: Field of Dreams 2: Lockout (Kurzfilm)
- 2011: The Entitled
- 2011: The League (Fernsehserie, Episode 3x06)
- 2012: Ticket Out – Flucht ins Ungewisse (Ticket Out)
- 2012: Wanderlust – Der Trip ihres Lebens (Wanderlust)
- 2012: Killing Them Softly
- 2012: Breathless – Immer Ärger mit Dale (Breathless)
- 2012: The Iceman
- 2012: The Place Beyond the Pines
- 2012: Yellow
- 2012: Bad Karma – Keine Schuld bleibt ungesühnt (Bad Karma)
- 2012: Dear Dracula (Kurzfilm, Stimme)
- 2012: NTSF:SD:SUV:: (Fernsehserie, Episode 2x12)
- 2012: Abominable Christmas (Kurzfilm, Stimme)
- 2013: Der Teufel im Detail (The Devil’s in the Details)
- 2013: Pawn – Wem kannst du vertrauen? (Pawn)
- 2013: Operation Olympus – White House Taken (Suddenly)
- 2014: Muppets Most Wanted
- 2014: Hauptsache, die Chemie stimmt (Better Living Through Chemistry)
- 2014: The Identical
- 2014: David Guetta Feat. Sam Martin: Lovers on the Sun
- 2014: Sin City 2: A Dame to Kill For
- 2014: Revenge of the Green Dragons
- 2014: Kill the Messenger
- 2014: 30 for 30 (Fernsehserie, Episode 2x20)
- 2014: The Money (Fernsehfilm)
- 2015: Ed Sheeran Feat. Rudimental: Bloodstream
- 2015: Texas Rising (Miniserie, 5 Episoden)
- 2015: The Making of the Mob (Fernsehserie, 8 Episoden, Stimme)
- 2015: Blackway – Auf dem Pfad der Rache (Go with Me)
- 2015: Campus Code (Campus Life)
- 2016: Modern Family (Fernsehserie, Episode 7x10 Beinahe Barbra Streisand)
- 2016: Flock of Dudes
- 2016: Sticky Notes
- 2016–2018: Shades of Blue (Fernsehserie, 36 Episoden)
- 2017: Unbreakable Kimmy Schmidt (Fernsehserie, Episode 3x10)
- 2017: Young Sheldon (Fernsehserie, Episode 1x05)
- 2018: Great News (Fernsehserie, Episode 2x13)
- 2018: Die Simpsons (The Simpsons, Fernsehserie, Episode 29x16 Der Matratzenkönig, Stimme)
- 2019: Marriage Story
- 2020: Fast Times at Ridgemont High Table Read
- 2020: Hubie Halloween
- 2021: Syndrome K (Dokumentarfilm)
- 2021: No Sudden Move
- 2021: The Many Saints of Newark
- 2021: Hanna (Fernsehserie, 6 Episoden)
- 2022: Broken Soldier (Every Last Secret)
- 2022: In with the Devil (Black Bird, Miniserie, 6 Episoden)
- 2022: 1992
- 2023: Cocaine Bear
- 2023: Fool’s Paradise
- 2023: Dangerous Waters – Überleben ist alles (Dangerous Waters)

## Auszeichnungen und Nominierungen für Filmpreise
- 1987: Auszeichnung für den Boston Society of Film Critics Award für den besten Nebendarsteller (für seine Rolle als Ray Sinclair in Gefährliche Freundin; gemeinsam mit Dennis Hopper für Blue Velvet)
- 1987: Nominiert für den Golden Globe Award als Bester Nebendarsteller (für seine Rolle als Ray Sinclair in Gefährliche Freundin)
- 1999: Nominiert für den Screen Actors Guild Award als bester männlicher Darsteller in einer Miniserie oder einem Fernsehfilm für seine Rolle als Frank Sinatra in The Rat Pack
- 2003: Nominiert für den Independent Spirit Award als bester Nebendarsteller für seine Rolle als Det. Lt. Henry Oak in Narc
- 2003: Nominiert für den Phoenix Film Critics Society Award als bester Nebendarsteller für seine Rolle als Det. Lt. Henry Oak in Narc
- 2005: Primetime Emmy Award bester Gaststar in einer Fernsehserie (Drama) für seine Rolle als Charlie Metcalf in Emergency Room – Die Notaufnahme
- 2005: Prism Award beste Leistung in einer Serienepisode (Drama) für seine Rolle als Charlie Metcalf in Emergency Room – Die Notaufnahme
- 2023: Stern auf dem Hollywood Walk of Fame in der Kategorie Film